# Blumfeld
Blumfeld est un groupe allemand de rock indépendant, originaire de Hambourg, actif entre 1990 et 2007. Il est aux côtés de groupes tels que Kolossale Jugend, Tocotronic et Die Sterne un des plus importants représentants de la pop de style Hamburger Schule. Blumfeld est également un des plus importants représentants du rock indépendant en Allemagne. Cependant, depuis le 22 janvier 2007, le groupe, après 16 ans de collaboration intensive décide de mettre un terme à leur aventure commune, « le cercle s'est refermé » selon les propres mots du groupe ; la nouvelle est annoncée sur le site officiel. Depuis, le groupe fait quelques retours sporadiques sur scène.

## Histoire
Blumfeld est formé au printemps 1990 par des membres des groupes dissous Der Schwarze Kanal (Rattay, Bohlken, le nom fait allusion à l'émission Der schwarze Kanal) et Die Bienenjäger (Distelmeyer). Le groupe Blumfeld tire son nom du personnage principal d'une nouvelle de Franz Kafka (Blumfeld, ein älterer Junggeselle). Selon Distelmeyer, le nom devait être un nom de famille (comme les Ramones). Plusieurs albums sont produits par Chris von Rautenkranz.
En janvier 2007, Blumfeld annonce que le chanteur Jochen Distelmeyer avait décidé, en concertation avec les autres membres, de dissoudre le groupe. Avant sa séparation, le groupe effectue une tournée d'adieu en avril et mai 2007. Leur dernier concert a lieu le 25 mai 2007 dans leur ville natale de Hambourg. Distelmeyer annonce en juillet 2009 le lancement d'une carrière solo, son premier album solo Heavy sort le 25 septembre 2009 . Pour le 20e anniversaire  du disque L'état et moi, Blumfeld part en tournée en août et septembre 2014 avec la formation originale du groupe,..
Dans le cadre du festival Lieblingsplatte, Blumfeld se produit à Düsseldorf le 16 décembre 2017 dans sa formation originale, avec Tobias Levin à la deuxième guitare et Daniel Florey au clavier et à la troisième guitare.

## Membres

### Derniers membres
- Jochen Distelmeyer – chant, guitare (1990–2007)
- André Rattay – batterie, vibraphone (1990–2007)
- Lars Precht – guitare basse (2005–2007)
- Vredeber Albrecht – synthétiseur (2003–2007)

### Anciens membres
- Eike Bohlken – guitare basse (1990–1996)
- Peter Thiessen – guitare basse (1996–2002)
- Michael Mühlhaus – synthétiseur, vibraphone, guitare basse (1998–2005)

## Discographie

### Albums studio
- 1992 : Ich-Maschine
- 1994 : L’état et moi
- 1999 : Old Nobody
- 2001 : Testament der Angst
- 2002 : Die Welt ist schön
- 2003 : Jenseits von Jedem
- 2006 : Verbotene Früchte

### Singles
- 1991 : Ghettowelt
- 1992 : Zeitlupe
- 1992 : Traum:2
- 1994 : Draußen auf Kaution
- 1995 : Verstärker
- 1999 : Tausend Tränen tief
- 1999 : Status: Quo Vadis
- 2001 : Graue Wolken
- 2001 : Die Diktatur der Angepassten
- 2001 : Wellen der Liebe
- 2003 : Wir sind frei
- 20036 : Neuer Morgen
- 2006 :  Tics